# Chambeyronia macrocarpa
Chambeyronia macrocarpa là loài thực vật có hoa thuộc họ Arecaceae. Loài này được (Brongn.) Vieill. ex Becc. mô tả khoa học đầu tiên năm 1920.

## Hình ảnh

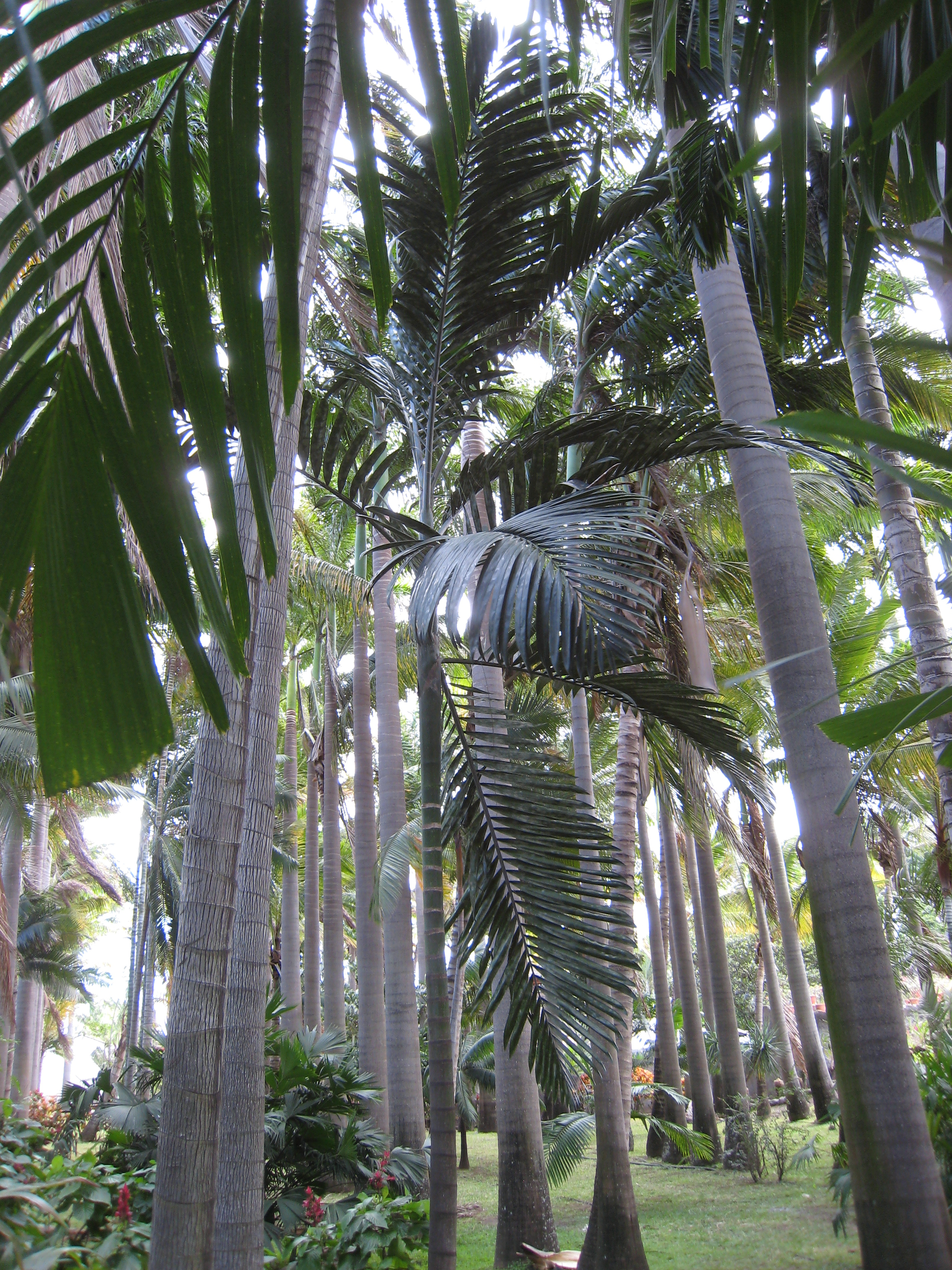
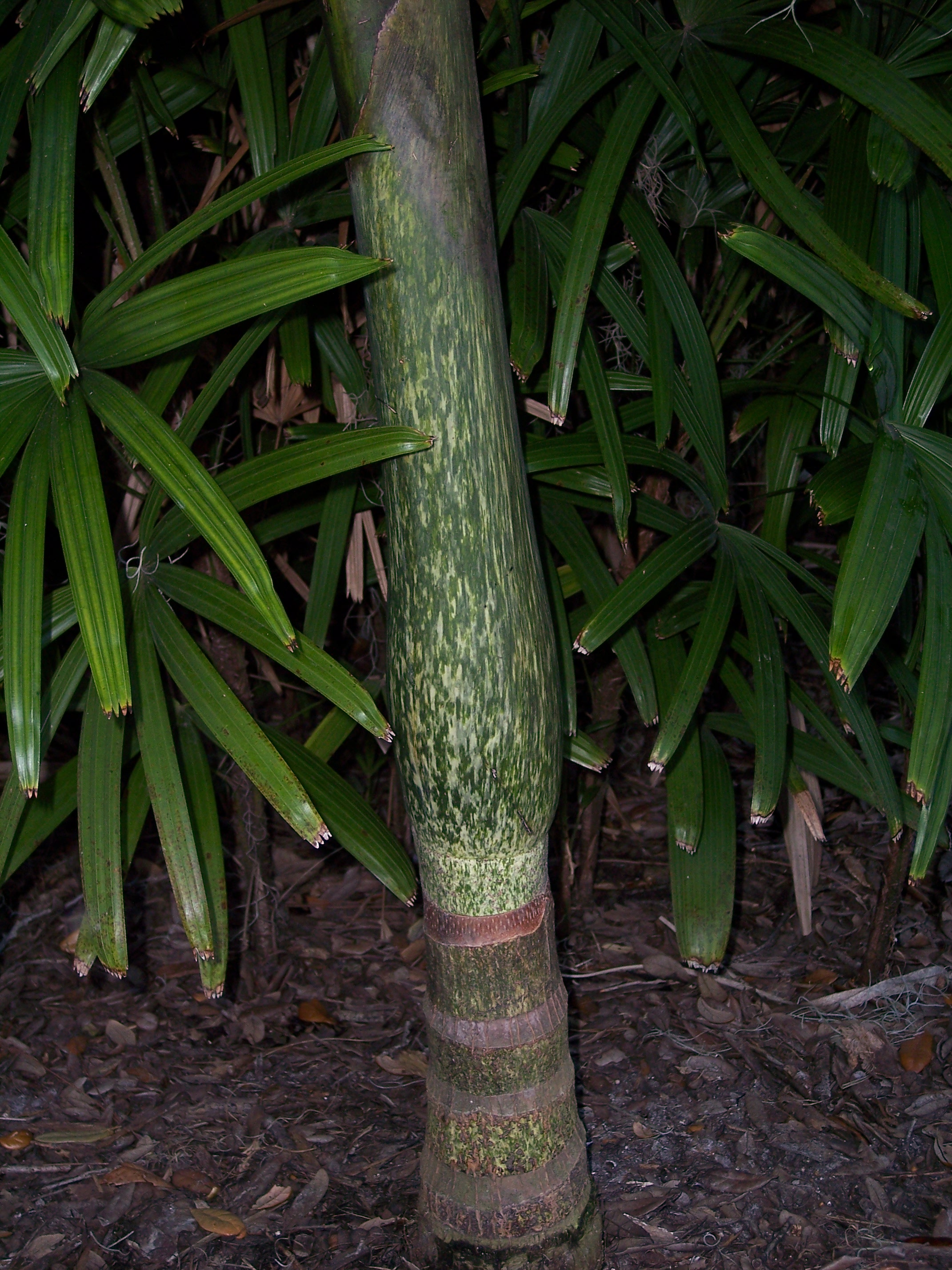
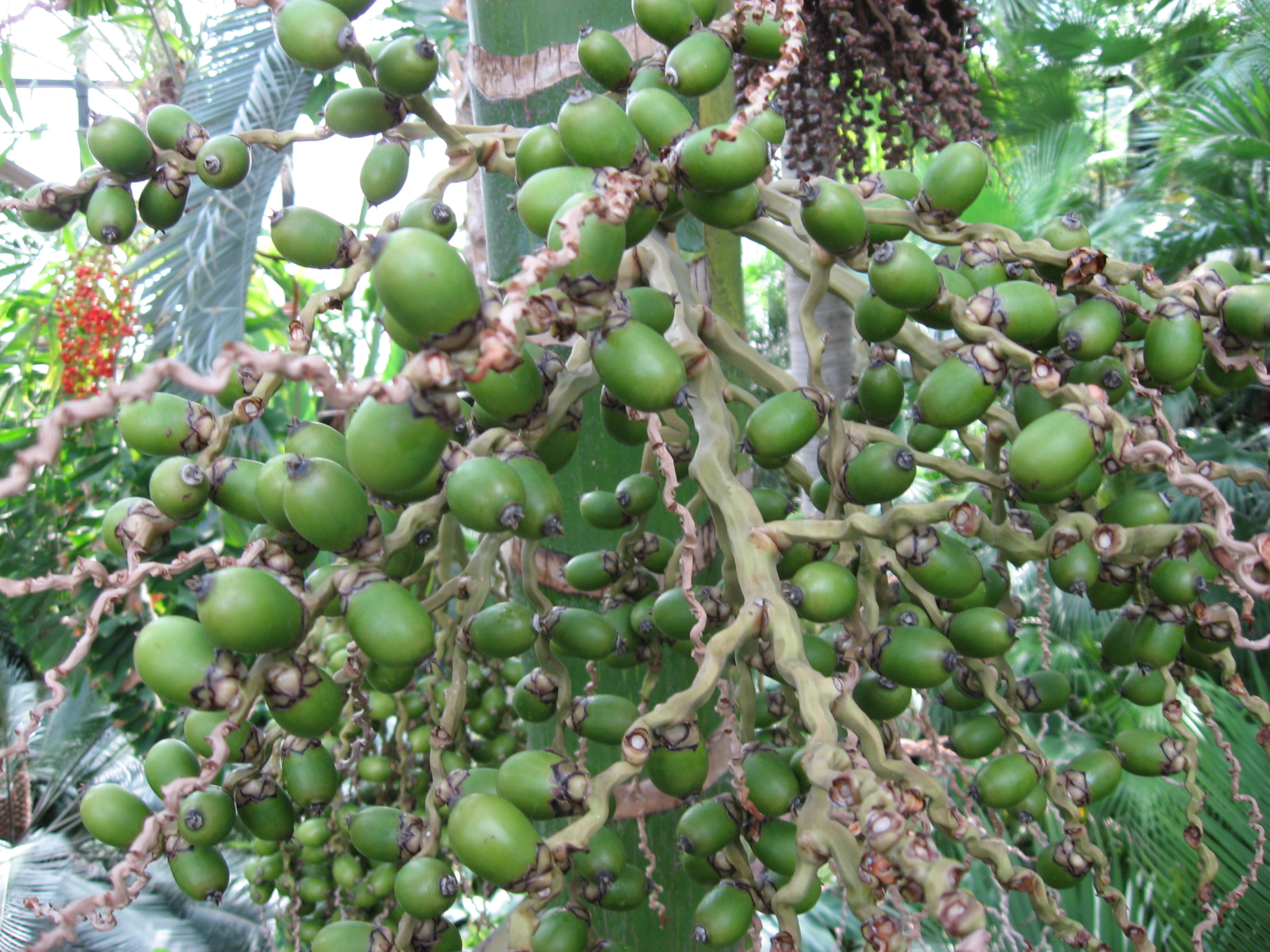
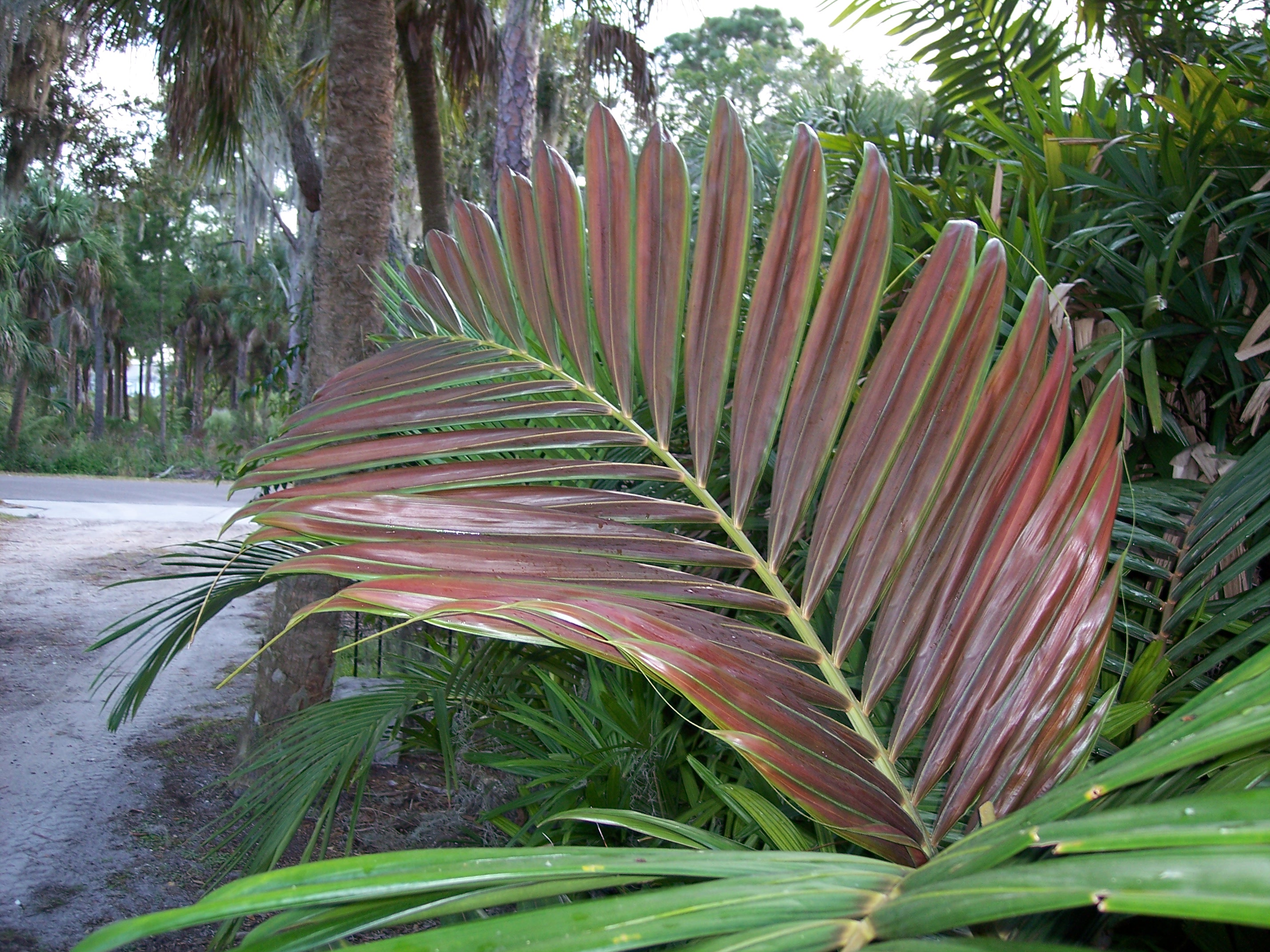